# Liriomyza commelinae
Liriomyza commelinae är en tvåvingeart som beskrevs av Frost 1931. Liriomyza commelinae ingår i släktet Liriomyza och familjen minerarflugor. Inga underarter finns listade i Catalogue of Life.